# K.Basavanahalli, Kadur
K.Basavanahalli là một làng thuộc tehsil Kadur, huyện Chikmagalur, bang Karnataka, Ấn Độ.